# Liatongus schoutedeni
Liatongus schoutedeni är en skalbaggsart som beskrevs av Antoine Boucomont 1920. Liatongus schoutedeni ingår i släktet Liatongus och familjen bladhorningar. Inga underarter finns listade i Catalogue of Life.